# 金银忍冬
金银忍冬（学名：Lonicera maackii）是忍冬科忍冬属的植物。分布在日本、朝鲜、俄羅斯滨海边疆区以及中国大陆多省，北起黑龙江、西至甘肃、四川、西藏、南至湖南、東南至浙江、西南至贵州、云南等地，生长于海拔1,800米至3,000米的地区，常生长在林中及林缘溪流附近的灌木丛中。

## 别名
- 王八骨头（吉林）
- 金银木（山东）